# 노안서초등학교
노안서초등학교는 대한민국 전라남도 나주시 노안면 노안삼도로 584-10 (안산리)에 있었던 초등학교이다.

## 연혁
- 1957년 7월 2일 노안서국민학교 개교(설립인가 5월 27일)
- 1982년 3월 3일 병설유치원 개원
- 1996년 3월 1일 노안서초등학교로 개칭
- 1999년 9월 1일 노안초등학교로 통폐합